# Menara Mall
 (mars 2018).
Le centre commercial Menara est le deuxième centre commercial de la ville de Marrakech au Maroc. Il est situé avenue Mohammed-VI à proximité de la zone hôtelière et touristique de Ménara. Il s'étend sur 50 000 m2.

## Historique
Le centre a ouvert ses portes en juin 2015.